# Histoire de Ploërmel

Les armoiries de la ville de Ploërmel se blasonnent ainsi:
D'hermine au léopard lionné de sable et couronné d'azur tenant de sa patte dextre un drapeau de même chargé de cinq mouchetures d'hermine d'argent, ordonnées 3 et 2.
Devise : « tenax in fide ».
Ce blason s'inspire des armoiries de châtelains de la Gaudinaye (XVe siècle). Il a été attribué à la ville de Ploërmel par Louis XVIII, en 1816.

L'histoire de Ploërmel, commune française située dans le département du Morbihan, en région Bretagne, commence au Néolithique (5 000 à 3 000 av. J.-C.), avec la présence de plusieurs mégalithes. Différents indices d'occupation protohistorique et antique ont pu être relevés.
Le toponyme Plebs Arthmael, qui donnera Ploërmel, est attesté pour la première fois en 835 dans le cartulaire de Redon. À la fin du XIIe siècle, Ploërmel avec sa modeste châtellenie qui s'étend sur une dizaine de paroisses, est l'une des composantes de l'important domaine du duché de Bretagne, la seule alors du centre Bretagne. La ville va ensuite être honorée jusqu'au XVIe siècle de la présence des Ducs de Bretagne pour sa position stratégique. Au XVIe siècle, elle entre dans le domaine royal. Les Guerres de la Ligue sont à l’origine de la destruction du couvent des Carmes, reconstruit plus tard. Après la période révolutionnaire marquée par une série d’embuscades, Jean-Marie de La Mennais crée en 1824 l’Institut des Frères de l'Instruction chrétienne.
L'arrivée du chemin de fer en 1882 sort la ville de son isolement et contribue au développement des foires et des commerces. En 1904, les frères sont expulsés par l'armée. Occupée par les Allemands pendant la Seconde Guerre mondiale, Ploërmel est bombardée le 12 juin 1944. La ville connaît un important développement économique et démographique à partir des années 1970, puisque sa population progresse de 61 % entre 1968 et 2013, notamment grâce à l'aménagement de la voie rapide Rennes-Lorient (RN 24) et une importante urbanisation. Le 1er janvier 2019, la commune absorbe la commune de Monterrein en prenant le statut administratif de commune nouvelle.

## Préhistoire

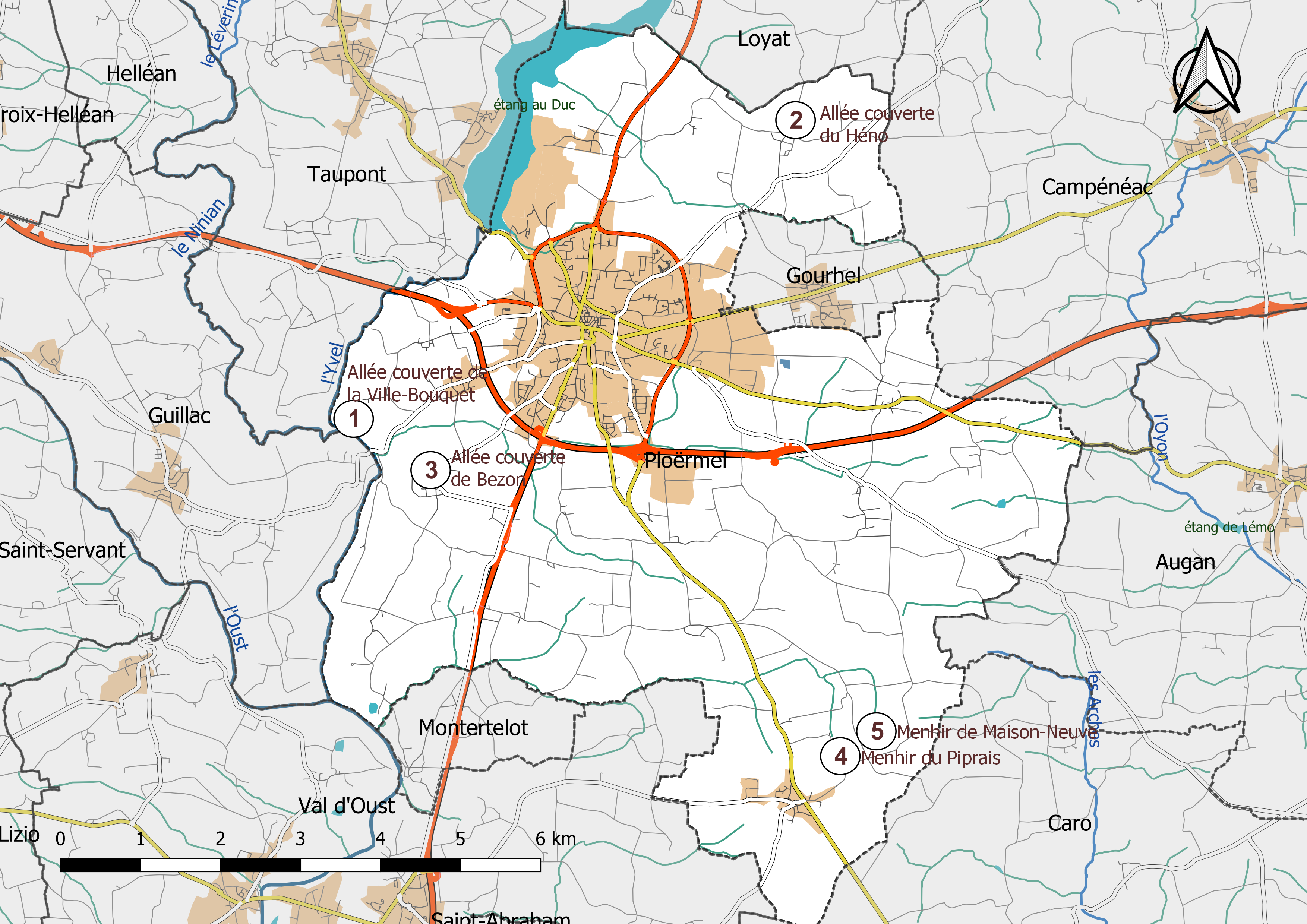
Carte des mégalithes situés sur le territoire de la commune de Ploërmel.

Plusieurs monuments mégalithiques remarquables attestent de l'occupation du territoire communal à l'époque du néolithique (de 5 000 à 3 000 ans av. J.-C.). Il s'agit des allées couvertes de la Ville-Bouquet au sud-ouest du territoire communal et du Hino au nord-est, d’un dolmen se situe près du hameau de Bezon et de deux menhirs situés sur le territoire de la commune déléguée de Monterrein, les menhirs de Maison-Neuve et de Piprais.
L'allée couverte de la Ville-Bouquet est un dolmen situé à 700 m au sud du village de La Ville-Bouquet et à 300 m de la rivière le Ninian. Il s'agit d'un véritable éperon en bout de plateau, dominant la rivière Le Ninian, juste à l'est de son confluent avec l'Yvel. Le site apparaît donc comme un endroit de contrôle vers une des voies naturelles menant vers la côte sud de la Bretagne. Cette allée couverte, de 7,10 m de longueur, est composée de 10 dalles de chant et trois blocs de couverture, un en place, l'autre basculé à l'intérieur du monument et un possible troisième gisant par terre au nord de l'allée couverte.
L'allée couverte du Hino se situe au bord du chemin menant du village du Hino au sud à celui de Montaigu au nord. Elle est orientée est-ouest à une dizaine de grades près. Le côté est ouvert et le plus complet, au moins deux dalles de couverture manquent et l'une est basculée à l'intérieur. C'était sans nul doute de ce côté que se situait l'entrée. La partie occidentale est mieux conservée avec trois dalles de couverture encore en place, les piliers latéraux et la dalle de chevet. Les piliers latéraux sont au nombre de 10 au nord et de 8 au sud. Les sondages sur le site entrepris par l'archéologue Jacques Briard dans les années 1980 ont mis au jour un mobilier campaniforme et de la poterie du néolithique final. A ce mobilier, il convient d'ajouter un tesson en argile, d'époque médiévale ou post-médiévale qui tend à prouver que le site fut exploité à d'autres fins beaucoup plus tard. Le site a été classé le 27 octobre 1938.
Les menhirs du Piprais et de la Maison-Neuve sont situés, à 900 m au nord-est du bourg de Monterrein, à 250 m l'un de l'autre. Taillés dans de la quartzite, ils présentent des hauteurs respectives de 4 m et 2,6 m,.
Cette période de la préhistoire se caractérise par les développements de l’agriculture (élevage, cultures) induisant la sédentarisation, de l’utilisation de la pierre polie, de la céramique et du mégalithisme (particulièrement dans la région). Selon une étude archéologique pluridisciplinaire exécutée en 1989, les hommes du néolithique récent édifient en forêt de Paimpont et dans ses abords l'Hotié de Viviane (dit le tombeau des Druides) et le jardin aux Moines en milieu semi-boisé, à l'écart de toute zone d'activité, et parallèlement les allées couvertes de la Ville-Bouquet et du Hino sont construites dans un milieu très ouvert, où règne une immense activité agricole (pâturages, cultures céréalières),.

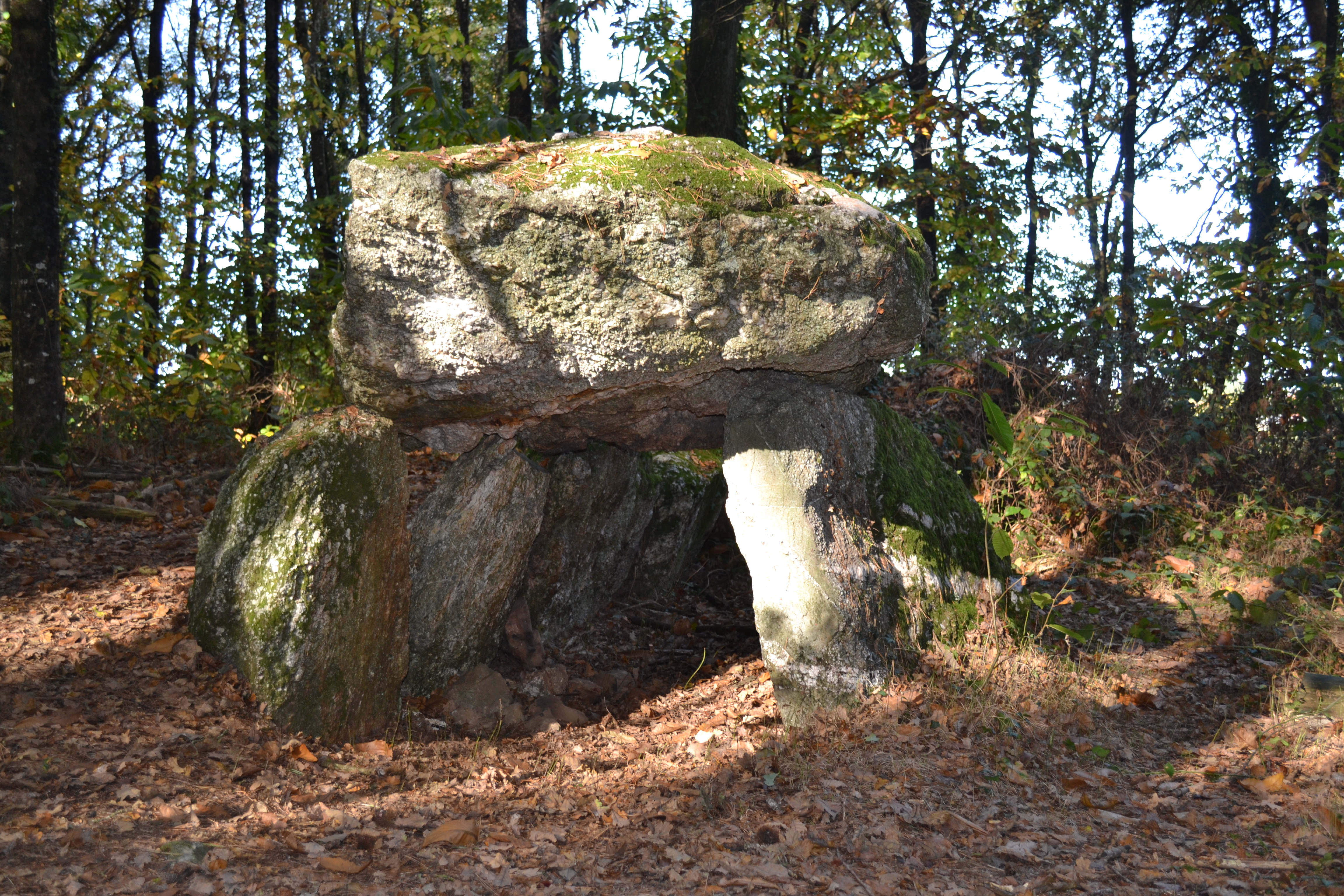
Allée couverte de la Ville-Bouquet.
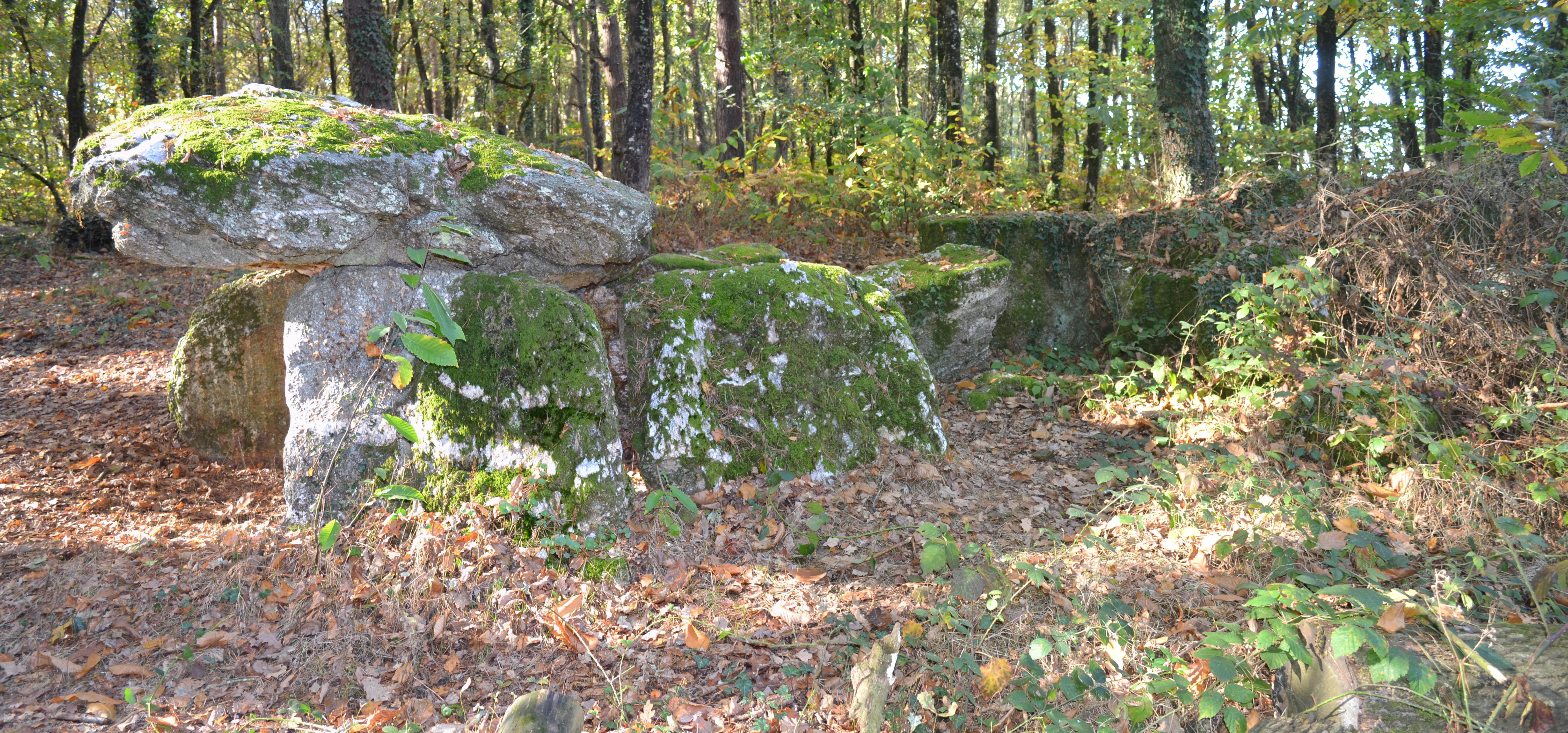
Allée couverte de la Ville-Bouquet.
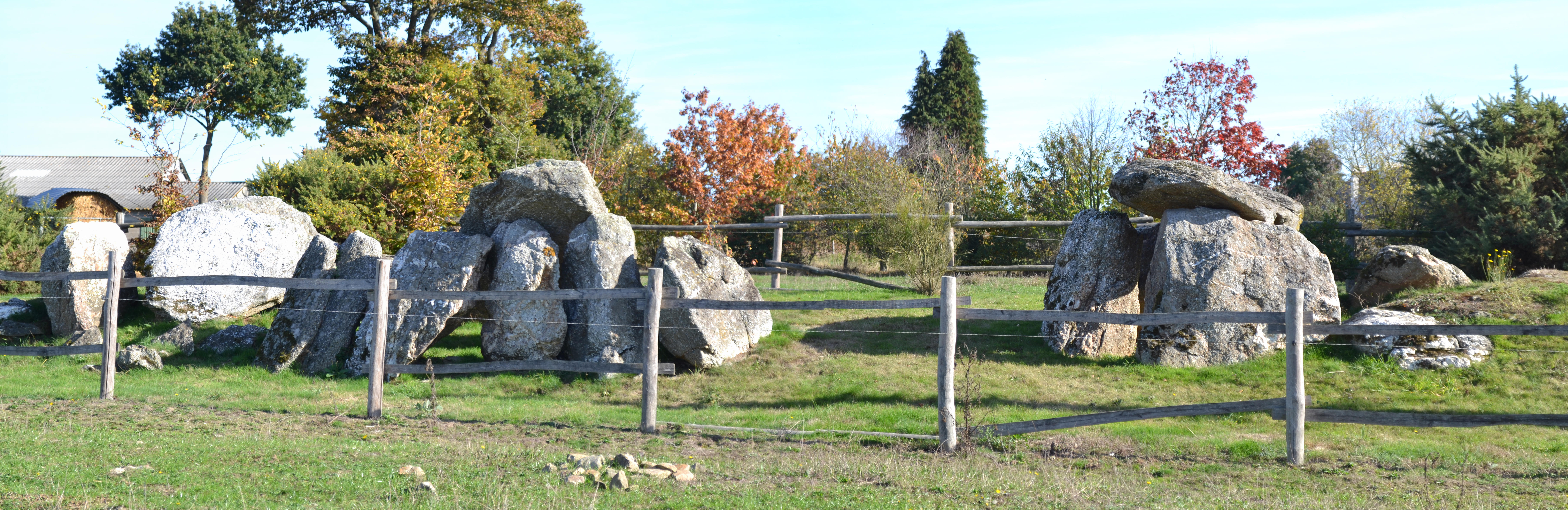
Allée couverte de Haut-Bézon.
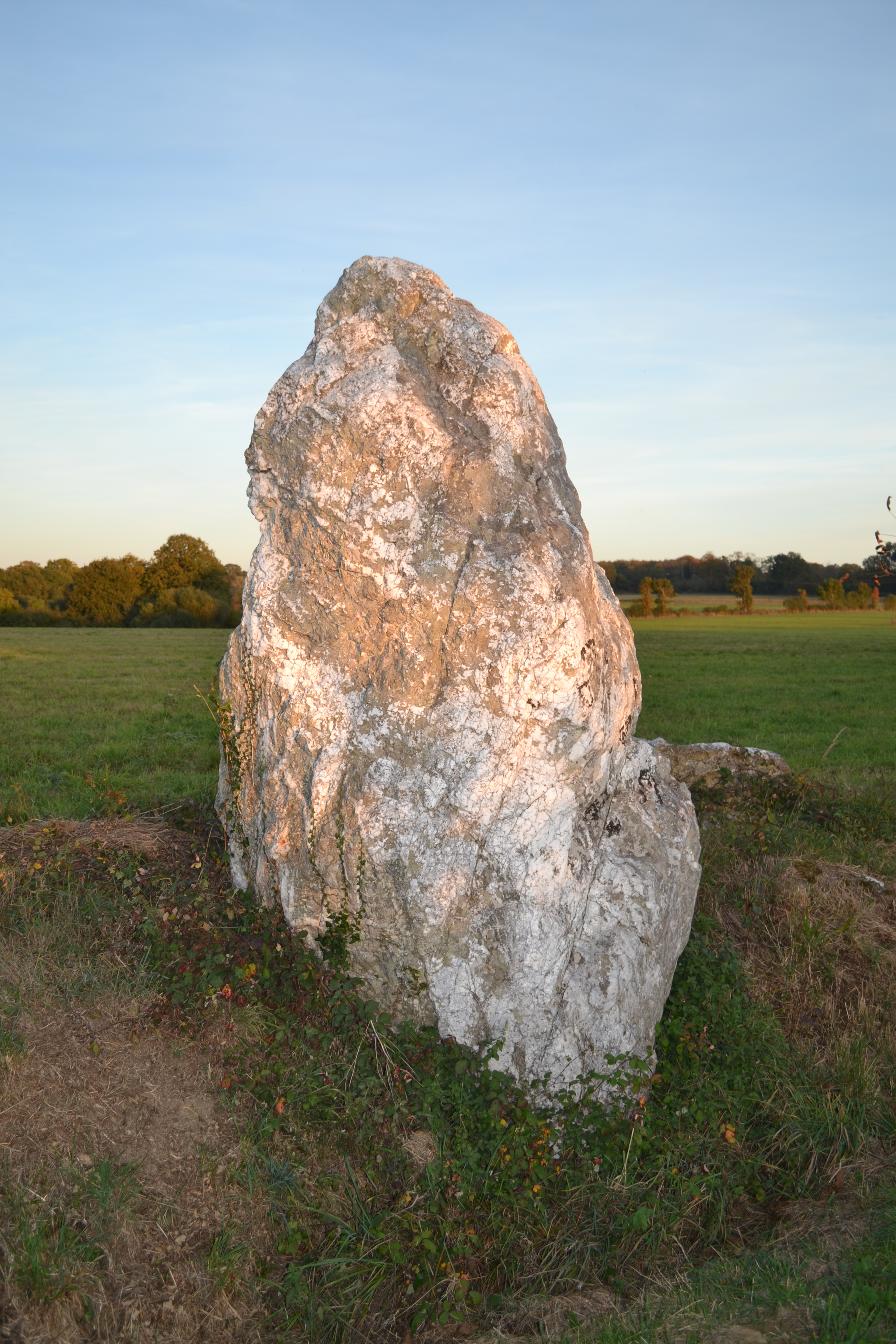
Menhir de la Maison-Neuve.
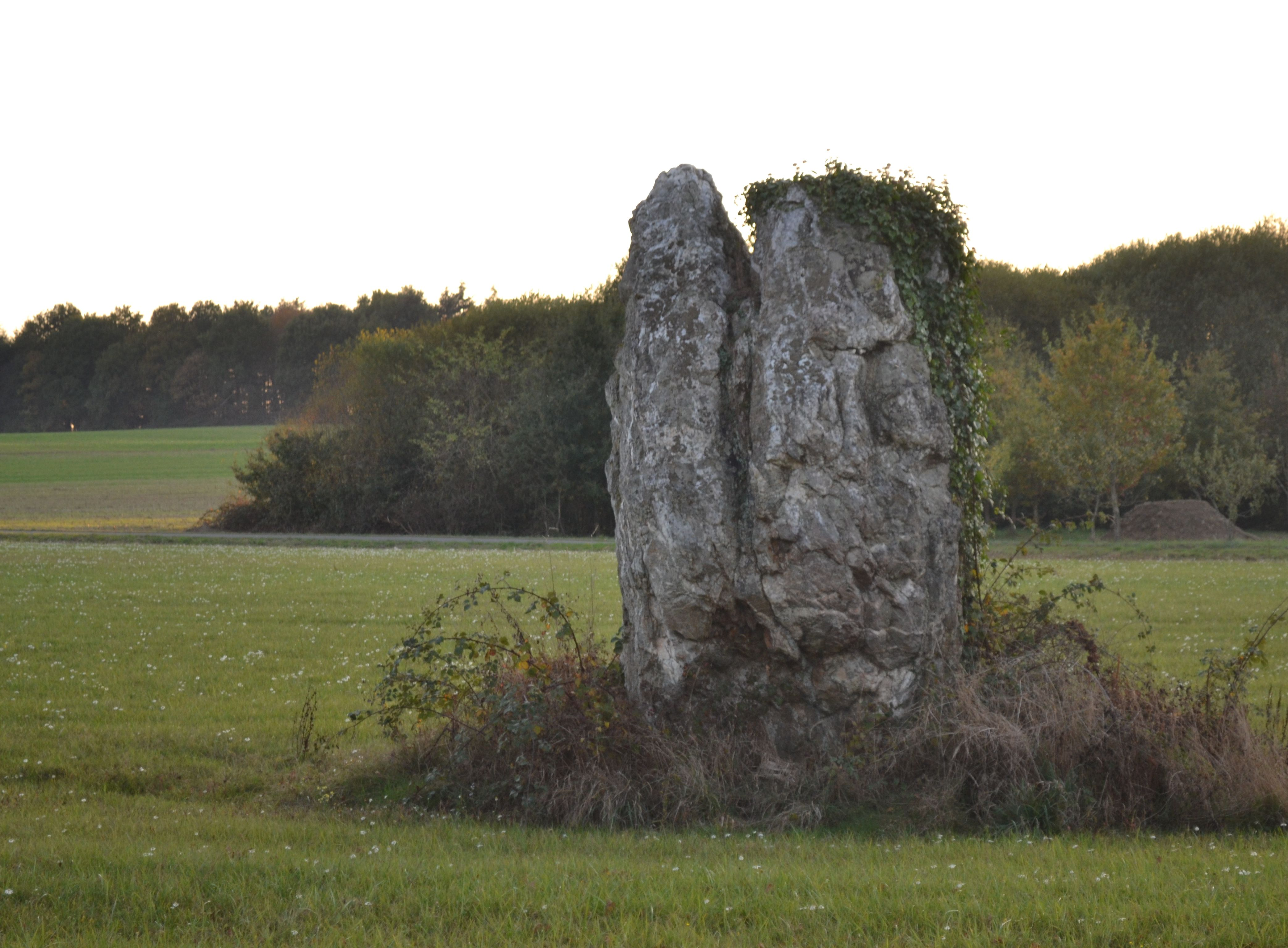
Menhir du Piprais.

## Protohistoire et Antiquité
La période de l'âge du bronze (de 3 000 à 1 000 ans av. J.-C.), caractérisée par un usage important de la métallurgie du bronze utilisé pour les armes, mais aussi dans les outils et les bijoux, se manifeste à Ploërmel sous la forme d'artefacts, notamment des haches à douilles. Aucun monument n'a toutefois été répertorié à ce jour.
Différents indices d'occupation antique ont pu être relevés. L'aménagement de la déviation du camp de Coëtquidan (RN 24) en 1992 a ainsi mis en évidence dans l'environnement immédiat du site de Saint-Jean, à l'est du bourg, la présence d'un vaste gisement gallo-romain à forte densité de tegulae occupant le sommet d'une colline vers le lieu-dit « Trégu ». En outre, la prospection au sol a montré la présence de fragments de tegulae, sur le tracé même, à l'est du site de Saint-Jean.
Plus récemment, un diagnostic d'archéologie préventive a été réalisé en 2009 aux abords de la zone industrielle de la Lande du Moulin, au vu de la présence de réseaux fossoyés et /ou de système d'enclos repérées par avion. Deux occupations ont pu être datées. La première concerne un enclos vraisemblablement quadrangulaire, se rattachant à la période gallo-romaine. La seconde concerne un long fossé curviligne que l'on peut attribuer à la fin du second Âge du fer. Un troisième fossé, à angle ouvert arrondi, pourrait être de cette même période. Par ailleurs, les traces d'une activité métallurgique ont été repérées, sans qu'il ait été possible de la dater précisément. Cependant, vu la nature des vestiges et la faible densité de scorie récoltée, cette activité est attribuée à la période gauloise.

## Moyen Âge

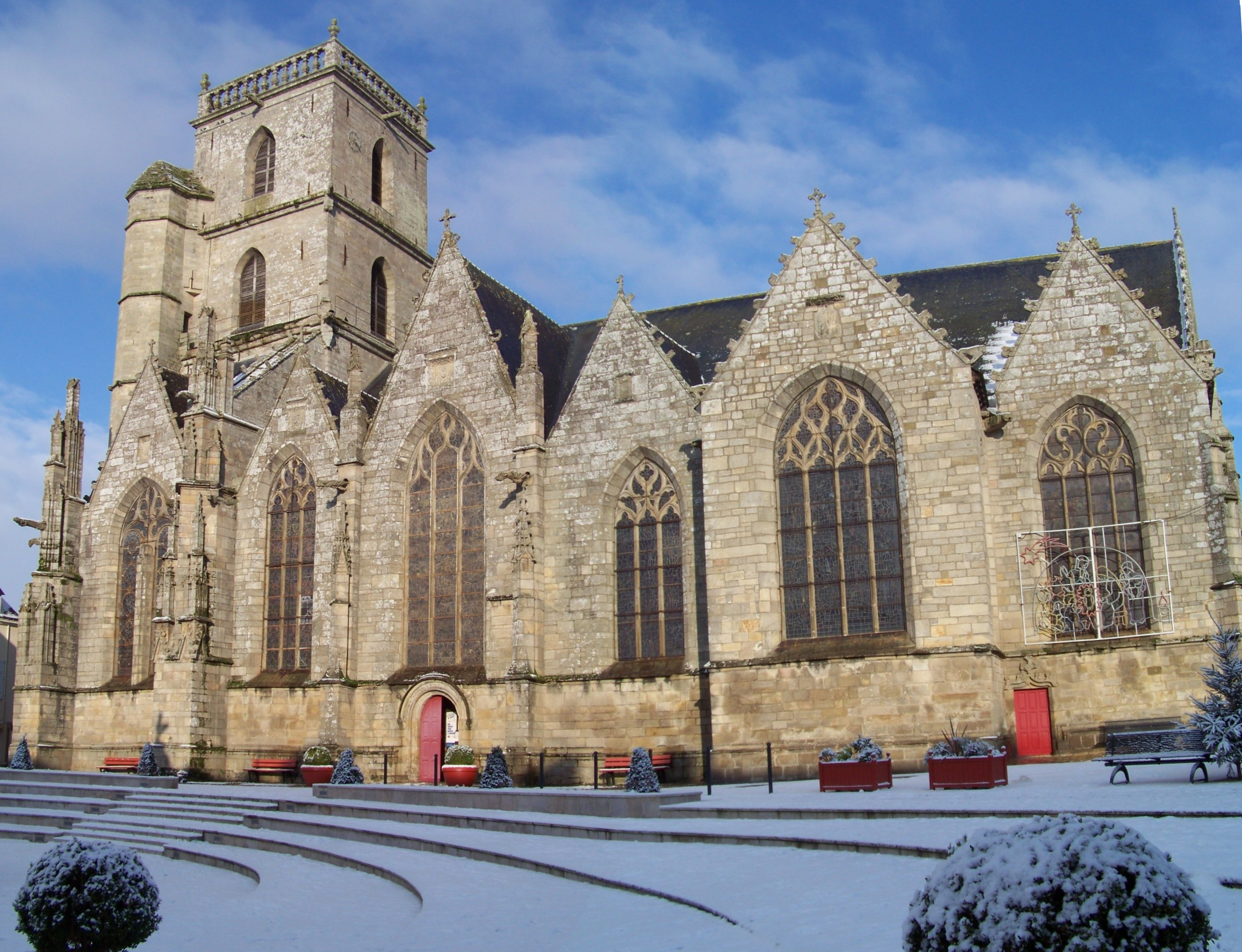
Vue du monument le plus emblématique et le plus important de Ploërmel : l'église Saint-Armel (XVe siècle) qui abrite la sépulture des ducs Jean II et Jean III de Bretagne.

### Ploërmel, ville ducale

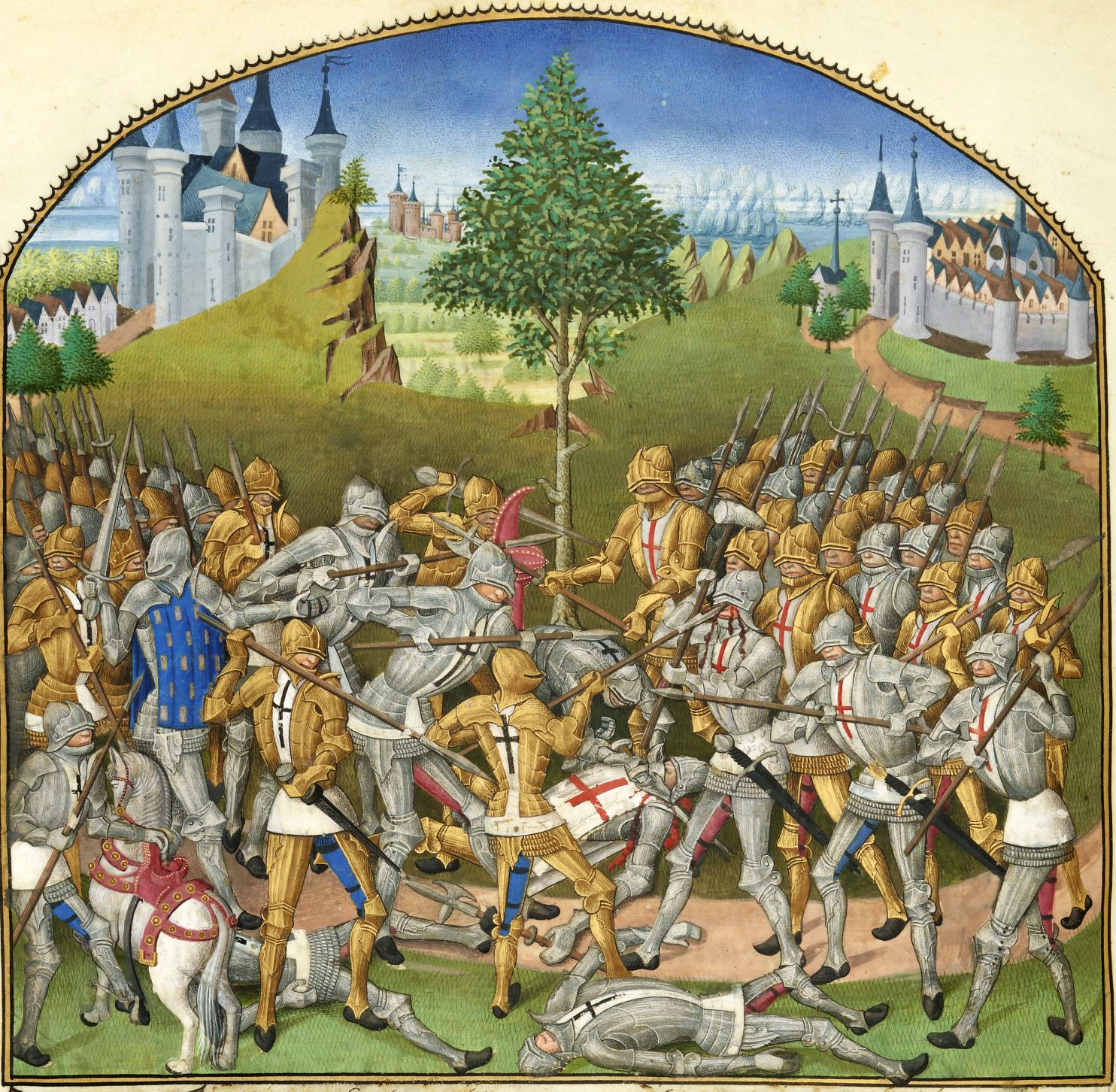
Le combat des Trente entre Ploërmel et Josselin, les deux villes représentées ?

À la fin du XIIe siècle, Ploërmel avec sa modeste châtellenie qui s'étend sur une dizaine de paroisses, est l'une des composantes de l'important domaine du duché de Bretagne, la seule alors du centre Bretagne. Mais les historiens ne sont pas d'accord sur les origines de ce rattachement. Pour certains, Ploërmel aurait d'abord appartenu à la vaste seigneurie du Porhoët, et ce dès au moins le XIe siècle. Puis, dans les années 1160, la ville aurait été saisie par le roi d'Angleterre, Henri II, qui l'aurait alors annexée au domaine ducal. Quelques années plus tard, en 1169, le fils du monarque, Geoffroy II, s'y fait d'ailleurs couronner duc de Bretagne. Pour d'autres, retenant cette même première origine du XIe siècle, le rattachement aurait eu lieu à la mort du duc Conan III en 1148, par le vicomte de Porhoët qui avait épousé Berthe, la fille du duc. Pour d'autres enfin, Ploërmel aurait appartenu au duché avant même ces différents épisodes, car il est dit dans un acte instrumenté par Conan III, entre 1116 et 1148, que les habitants de Ploërmel dépendent directement de lui, une position qui semble prévaloir actuellement[réf. nécessaire].
Jean Ier de Bretagne tient son parlement général à Ploërmel en 1240 et son fils, Jean II, y établit un couvent des Carmes en 1272, l'un des premiers en France. C'est dans cet établissement que sa dépouille est enterrée en 1305 et que le cœur de son fils, Arthur II, est déposé en 1312. Jean III également, en 1341, y est inhumé. Pendant la Guerre de Succession de Bretagne, qui dure de 1341 à 1364, la ville se range du côté de Jean de Montfort et fait l'objet de deux sièges, en 1342 et 1346. Elle est d'abord prise par Charles de Blois puis par le roi d'Angleterre et reste ensuite pendant longtemps au pouvoir des Anglais. Pendant cette période, a lieu le fameux Combat des Trente qui se déroule le 26 mars 1351 au lieu-dit le Chêne de Mi-voie, à mi-chemin entre Ploërmel et Josselin. Les réunions des États de Bretagne n'avaient pas de lieu fixe et ont été tenues à plusieurs reprises à Ploërmel. D'après un document de la D.R.A.C. (Direction Régionale des Affaires Culturelles), de provenance inconnue, les états de Bretagne siégèrent au moins treize fois à Ploërmel, en 1240, 1309, 1315, 1394, 1408, 1411, 1428, 1442, 1498, 1521, 1523, 1580, 1587 et 1606. En 1240, le duc de Bretagne ordonne l’expulsion de tous les juifs du duché dans une ordonnance signée à Ploërmel. Par ailleurs, de 1348 à 1350, la ville subit, comme presque toute l'Europe, les ravages de la peste noire.
Après une période d'accalmie, Ploërmel se retrouve à nouveau au cœur des conflits qui traversent le duché. En 1487, l'armée française l'assiège, s'en empare et la pille. La ville est reprise l'année suivante mais ne disposant pas d'assez de soldats pour la garder, le duc ordonne d'abattre une partie de ses murailles pour empêcher l'ennemi de s'y établir[réf. nécessaire].

## Époque moderne

### XVIesiècle: la Renaissance
Devenue ville royale, Ploërmel demeure chef-lieu de l'une des plus vastes sénéchaussées de l'ancien duché. Le roi s'y rend en visite en 1564[réf. nécessaire]. Un synode provincial réformé s'y tient en février 1565. Le rapport de ce synode nous renseigne sur un calvinisme breton à son apogée : 23 communautés, y compris deux Églises dites « domestiques », car entièrement financées par les seigneurs du lieu, François d’Andelot et Charles du Quélennec (Pont-l'Abbé). Après le massacre de la Saint-Barthélemy, les troubles religieux qui avaient jusqu'alors épargné la Bretagne vont s'aggraver. Les Réformés prévoyant d'organiser un synode pour Pâques 1581 dans la ville sont obligés de l'annuler par suites de l'opposition des habitants.
Sur le plan de l'organisation judiciaire, la Barre de Ploërmel était autrefois la première et la plus considérable de Bretagne. Le roi Henry II l'érige même en présidial en 1551, avec les mêmes pouvoirs que les présidiaux de Rennes, de Nantes, de Vannes et de Quimper. Mais cette haute magistrature n’eut à Ploërmel qu’une existence éphémère, ce présidial est rattaché à celui de Vannes par édit royal du 10 août 1552. Il en est de même de la grande Maîtrise des eaux et forêts, établie à Ploërmel en 1555, et transférée ensuite à Hennebont
.

### XVIIeetXVIIIesiècles
Ploërmel conserve au XVIIIe siècle, sa structure de petite ville moyenâgeuse avec un centre ceinturé de murailles et des faubourgs en étoile, autour desquels ont trouvé place les enclos des monastères. Il n'y a pas de quartier neuf ayant pu attirer la bourgeoisie aisée et la structure sociale correspond à la structure topographique où le centre gravitant autour de l'église et des halles reste pour tous un lieu privilégié. Une étude réalisée en 1964 permet de mieux connaître la vie économique et sociale à Ploërmel avant la Révolution. La noblesse résidant dans le bourg est peu nombreuse et son influence s'avère médiocre. Les personnes les plus importantes de la bourgeoisie, classe sociale composée des fonctionnaires, des hommes de lois et des gens de finance, sont le sénéchal, le procureur du roi et l'alloué. Parmi les marchands, les plus taxés sont les aubergistes, mais leur situation de fortune est assez médiocre en comparaison de celle de ceux de villes plus importantes. De nombreux métiers sont représentés dans le bourg. Dans le domaine de l'habillement sont présents des tisserands, des cordonniers, des castotiers, des chapeliers, des lingères, des fileuses de laine, des fileurs, un couturier, un teinturier, des blanchisseuses. Ploërmel est en particulier le principal centre de l’activité des castotiers. Ces artisans fabriquent le castot, une étoffe de tiretaine, grise, vulgaire, mais épaisse, chaude et pratiquement inusable, fabriqués dans des moulins à tan à partir de chiffons de bonne qualité. Pour la construction, sont présents des maçons, un tailleur de pierres et pavés, des menuisiers, un tourneur, des couvreurs, des charpentiers, des serruriers, des vitriers, un cloutier, un forgeron. Par ailleurs : deux selliers, un charretier, des maréchaux-ferrants, des perruquiers, des tonneliers, un horloger, un tanneur et un blanconnier. Les meuniers occupent une place spéciale avec les moulins du Roi et les moulins seigneuriaux de Gourhel et de Malleville.
En mai 1795, une bande de chouans conduite par Boulainvilliers coupa les arbres de la liberté dans les paroisses autour de Montfort, Josselin et Ploërmel.

## Époque contemporaine

### De la Révolution française à la fin duXIXesiècle

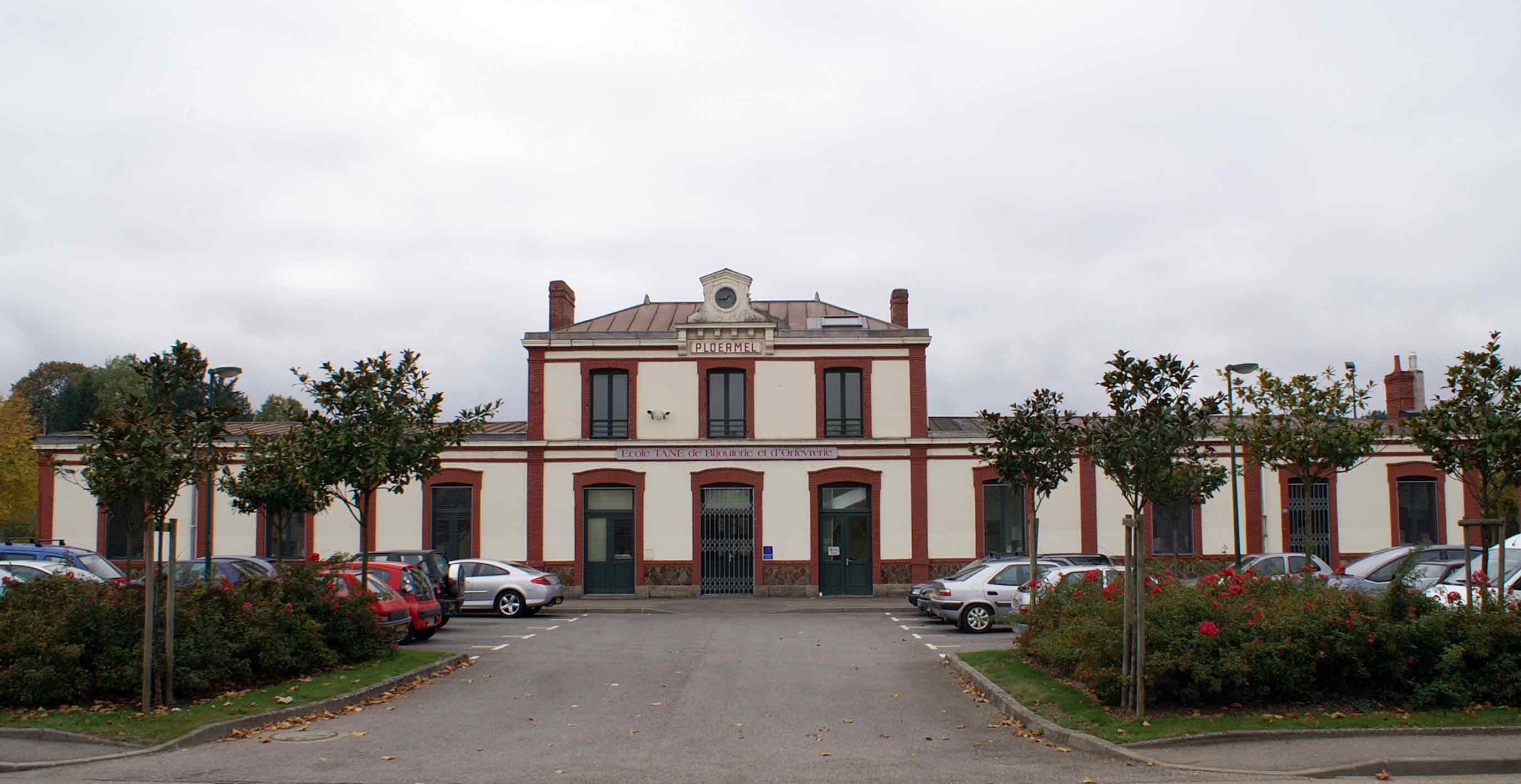
Ancienne gare de Ploërmel.

Avec la réorganisation territoriale engagée après la Révolution, la commune est dans un premier temps rattachée au district de Ploërmel de 1790 à 1795. La Constitution du 5 fructidor an III, appliquée à partir de vendémiaire an IV (1795) supprime les districts, rouages administratifs liés à la Terreur, mais maintient les cantons qui acquièrent dès lors plus d'importance. Sous le Consulat, un redécoupage territorial visant à réduire le nombre de justices de paix est opéré. La commune, orthographiée Ploermel dans l'arrêté du 3 brumaire an X, est alors chef-lieu d'arrondissement communal et chef-lieu de justice de paix et donc de canton.
Le décret impérial du 16 décembre 1811 définit une nouvelle classification des routes et établit en particulier une liste de 229 routes impériales, dont font partie sur la commune les routes no 27 (de Paris à Lorient), 184 (d'Ancenis à Landerneau) et 186 (de Vannes à Dinan). Après la chute de l'Empire en 1815, les routes impériales deviennent routes royales, puis le 10 juillet 1824 routes nationales. La commune est alors traversée par la route nationale 24 (RN 24) et la route nationale 166 (RN 166).
Le chemin de fer arrive sur la commune en 1881. La ligne relie la gare de Ploërmel à celle de Questembert, en desservant le Roc-Saint-André, Malestroit et Pleucadeuc, pour un trajet d'environ une heure. En 1884, la ligne est prolongée jusqu'à La Brohinière (Montauban-de-Bretagne), passant notamment par Loyat et Mauron, faisant la jonction avec un important nœud ferroviaire (la ligne Brest-Rennes-Paris par exemple).
Henri de Tingy de Nesmy, chassa le loup dans la région de Ploërmel et au-delà jusqu'en Vendée ; il en aurait tué peut-être 2 000.

### Début duXXesiècle

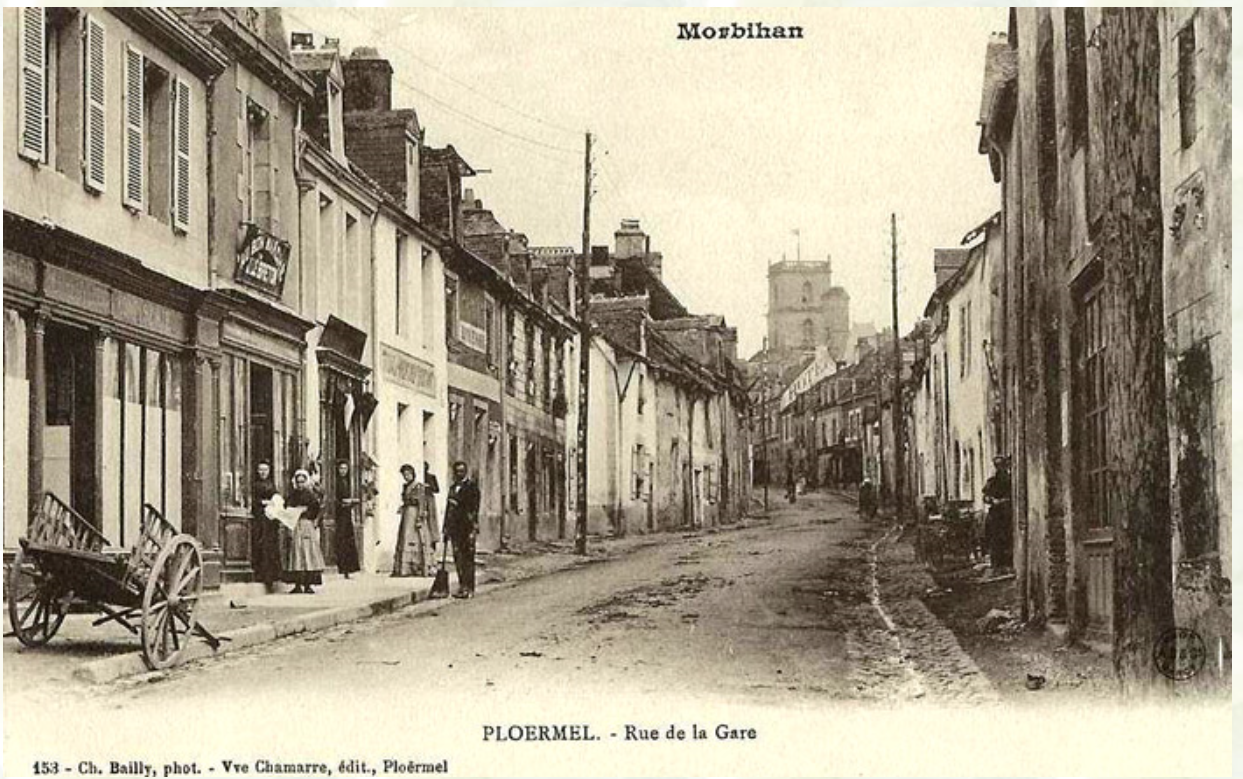
Rue de la gare vers 1900.

Le début du 20e siècle est particulièrement mouvementé pour les ploërmelais. Dans le cadre du mouvement qui va aboutir à loi du 9 décembre 1905, Émile Combes décide en juillet 1902 de fermer les établissements scolaires non autorisés (environ 3 000) des congrégations autorisées, puis en 1903 toutes les demandes d’autorisation des congrégations féminines sont rejetées suivies par les congrégations masculines en 1904. Pour Ploërmel, ordre est donnée à l'armée de déloger les Frères de l'instruction chrétienne La Mennais. Quelque 500 Ploërmelais manifestent au son du tocsin le 12 février 1904 lors de l'arrivée en train, de l'armée (1 200 hommes), venue déloger les Frères de l'école La Mennais : l'école est cernée, mais des officiers refusent d'ordonner l'assaut, désobéissant aux ordres reçus. Des Frères sont contraints de s'exiler au Canada, les religieuses sont également expulsées du couvent des Carmélites du Sacré-Cœur.
Un camp d'internement pour des citoyens de pays ennemis ouvrit à Ploërmel dès le début de la guerre ; il ferma dès la fin de l'année 1914.
Lors des combats de la Première Guerre mondiale, 255 soldats originaires de Ploërmel sont tués. L'hôpital de Ploërmel est réquisitionné et réservé aux militaires sur toute la durée de la guerre, et ne reçoit à nouveau des civils qu'en 1919.
Après la guerre, une réorganisation territoriale affectant la commune intervient. Sous la Troisième République, en raison d'un endettement considérable et de l'effort nécessaire pour la reconstruction post-guerre, la France traverse une crise financière. Pour réduire les dépenses de l’État, Raymond Poincaré fait voter plusieurs décrets-lois réformant en profondeur l’administration française : 106 arrondissements sont ainsi supprimés, dont celui de Ploërmel par décret du 10 septembre 1926. La commune est ainsi transférée de l'arrondissement de Ploërmel à celui de Vannes. La commune perd également son tribunal d'arrondissement, sa prison et sa recette des finances.

### Seconde Guerre mondiale
Pendant l'Occupation, l'école La Mennais est transformée en caserne allemande.
Dans le cadre de la mission Cokle, deux agents de la France libre, le lieutenant Guy Lenfant et le sergent radio André Rapin, sont parachutés près de l'étang au Duc, dans la nuit du 21 au 22 décembre 1942. Ils prennent contact avec la Résistance à Ploërmel. Durant le premier semestre 1943, ils organisent la réception de plusieurs parachutages d'armes et d'explosifs qui sont cachés dans des fermes de confiance à Ploërmel, Loyat, Taupont et Campénéac. Les deux parachutistes repartent en Angleterre par un petit avion, venu les récupérer le 15 juillet 1943, emportant avec eux le plan des défenses allemandes dans le Morbihan, remis par le chef des gendarmes du département, le commandant Maurice Guillaudot, résistant.
La ville est bombardée par l'aviation américaine le 12 juin 1944. Si une partie des bombes tombe dans des zones inhabitées, du côté de l'étang, une grande partie tombe sur la zone habitée de Ploërmel : le bombardement fit 31 morts et 125 blessés et pas moins de 490 habitations sont détruites ou endommagées. La gare, qui était l'objectif visé pour retarder l'envoi de renforts allemands vers le front de Normandie, ne subit que peu de dommages. Les militaires allemands quittent la ville les 4 et 5 août 1944 en direction de Vannes. Ploërmel fête sa libération le dimanche 6 août, lorsque des véhicules américains, arrivant de Guer, traversent la ville en direction de Vannes et de Lorient. Le docteur Louis Guillois, maire, reçoit une délégation de soldats américains devant la mairie, en présence de Ploërmelais qui se rendent à la messe.
Un certain nombre de Ploërmelais a participé à la Résistance intérieure française. Les résistants Henri Calindre (dit Mystringue), 37 ans, Louis Chérel, 24 ans, Lionel Dorléans, 20 ans et Paul Hervy, 18 ans, ont été fusillés le 30 juin 1944 à La Maltière sur la commune de Saint-Jacques-de-la-Lande près de Rennes (Ille-et-Vilaine). Leur nom a été attribué à des rues de la ville. Julien Quatreville, 18 ans, Pierre Sassier 23 ans, ont été fusillés le 14 juin 1944 à Ploërmel, un monument porte leur nom, Gustave Le Meur, 18 ans, fusillé le 20 juin 1944 à Ploërmel, un monument et une rue porte son nom. André Leblay, une rue porte aussi son nom. René Dejean, parachutiste de la France libre ayant combattu en Libye en 1942, parachuté en Bretagne le 10 juin 1944, blessé et fait prisonnier près de Plumelec, fut fusillé par les Allemands le 24 juin 1944, une rue porte son nom près de la rue du Val où il avait grandi. Ange Mounier, 39 ans, transporteur à Ploërmel, fut tué au combat le 4 août 1944 près du village de Lézonnet à Loyat, son nom figure sur un monument sur la route de Ploërmel à Loyat. D'autres furent déportés, Robert Turpin, 33 ans, est mort en déportation, une rue porte son nom.
Le commandant de la gendarmerie, le lieutenant Théophile Guillo, également chef de la Résistance à Ploërmel, fut arrêté, torturé et déporté, comme son fils Joseph, le 31 mars 1944. Revenu de déportation, il sera décoré de la Légion d'honneur par le général de Gaulle, en 1947. Joseph, 21 ans, est mort en déportation le 3 mai 1945, son nom figure sur le monument de la Résistance, place d'Armes.

### Fin duXXesiècleetXXIesiècle
Sur le plan routier, le réseau national connaît de fortes transformations localement, tant avec le déclassement de certaines routes nationales dans le réseau départemental, la section de la RN 166 au nord de Ploërmel est ainsi déclassée le 1er février 1973 et devient la RD 766[réf. nécessaire], qu'avec l'aménagement en voie express de l'axe Rennes-Lorient (la RN24). Ainsi si la majorité des communes du pays de Ploërmel connaît un exode rural jusque dans les années 1970, tel n’est pas le cas de Ploërmel, commune-centre, qui constitue au contraire un pôle d’attraction du fait de sa bonne desserte routière et s'urbanise, et ce de manière continue jusque dans les années 2000.
Parallèlement au développement du réseau routier, on assiste au déclin du réseau ferroviaire. La dernière ligne est fermée avec l'ouverture de la voie verte entre Mauron et Questembert qui remplace la voie ferrée en 1994.
La commune fusionne avec la commune de Monterrein au sein de la commune nouvelle de Ploërmel le 1er janvier 2019[réf. nécessaire].
Quelques dates de l'histoire de Ploërmel.
■■ Quelques événements de l'histoire de France et de la Bretagne    ■■  Statut du territoire  ■ Histoire architecturale de Ploërmel